# قاضي زاده (دلغان)
قاضي زاده (بالفارسية: قاضی‌زاده) هي قرية تقع في قسم جلغة تشاة هاشم الريفي (مقاطعة دلغان) في إيران. يقدر عدد سكانها بـ 13 نسمة .